# Cristoforo di Santa Caterina
Cristoforo di Santa Caterina, al secolo Cristóbal Fernández de Valladolid (Mérida, 25 luglio 1638 – Cordova, 24 luglio 1690), è stato un presbitero spagnolo, frate del Terzo ordine regolare di San Francesco, fondatore degli Ospedalieri di Gesù Nazareno.
È stato il primo religioso ad essere beatificato sotto il pontificato di papa Francesco; il rito è stato celebrato il 7 aprile 2013.
In gioventù lavorò in un ospedale gestito dai Fatebenefratelli: ordinato sacerdote, fu cappellano militare durante la guerra dei trent'anni e, dopo un'esperienza eremitica nel deserto di Bañuelos, decise di fondare un ospedale e ne affidò le cure a una congregazione di terziari e terziarie francescane.
Morì di colera dopo aver contratto la malattia assistendo i malati durante un'epidemia.